# Schermen in Suriname
Schermen was in Suriname tot de jaren 1960 voorbehouden aan militairen. Tussen 1965 en 1968, tijdens het verblijf van Max Brugman sr., bloeide de schermsport op en werd een vereniging met honderd leden opgebouwd. Na zijn vertrek zakte de interesse in en in 1975 was de schermsport in Suriname zo goed als verdwenen.

## Geschiedenis
Na een vergadering een maand eerder werd op 10 januari 1895 een militair assaut gehouden, waarmee geld ingezameld werd ten behoeve van gevallen en gewonde militairen tijdens Indische oorlogen. Tijdens een aussaut in 1895 werd drieduizend gulden opgehaald. Militaire assauts kwamen aan het eind van de 19e eeuw vaker voor. Uit die tijd is het bekend dat de Troepenmacht in Suriname in het bezit was van schermmaterialen en dat er tijdens assauts schermpartijen werden vertoond.
Rond 1907 werden er door de schietvereniging Weerbaarheid op Fort Zeelandia oefeningen in het schermen gehouden en in 1948 werden demonstraties schermen gegeven op het Gouvernementsplein (nu Onafhankelijkheidsplein). De sport ontwikkelde zich toen echter niet.
In 1965 kwam de beroepsmilitair en schermliefhebber Max Brugman sr. naar Suriname. Hij sloot zich in april aan bij de schermvereniging Scaramouche ondernam allerlei activiteiten op schermgebied. Een maand later deed hij aan de commandant van de Troepenmacht in Suriname een schriftelijk verzoek om gebruik te mogen maken van schermmateriaal en een ruimte van het leger. Er werd intensief getraind en in 1967 werden de eerste schermwedstrijden georganiseerd. Op 28 februari 1968 werden de eerste landskampioenschappen gespeeld. Naast sabels werd er met florets geschermd. De drie winnaars van beide klassen promoveerden naar de hoofdklasse. De andere schermers bleven achter in de eerste klasse.
Het aantal leden groeide naar honderd in maart 1968 en bestond zowel dames als heren. Nadat Max Brugman sr. in die maand terugkeerde naar Nederland, ging het afwaarts met de schermsport in Suriname. Rond 1975 had de vereniging Scaramouche inmiddels opgehouden te bestaan.